# Austrophorocera imitator
Austrophorocera imitator là một loài ruồi trong họ Tachinidae.